# Gonaxia errans
Gonaxia errans är en nässeldjursart som beskrevs av Vervoort 1993. Gonaxia errans ingår i släktet Gonaxia och familjen Sertulariidae. Inga underarter finns listade i Catalogue of Life.